# لودفيغ فيشر
لودفيغ فيشر (بالألمانية: Ludwig Fischer)‏ هو محامي ومهندس وسياسي ألماني، ولد في 16 أبريل 1905 في كايسرسلاوترن في ألمانيا، وتوفي في 8 مارس 1947 في وارسو في بولندا بسبب شنق. حزبياً، نشط في الحزب النازي. وقد انتخب عضو مجلس النواب الألماني من ألمانيا النازية.